# Tangersdorf

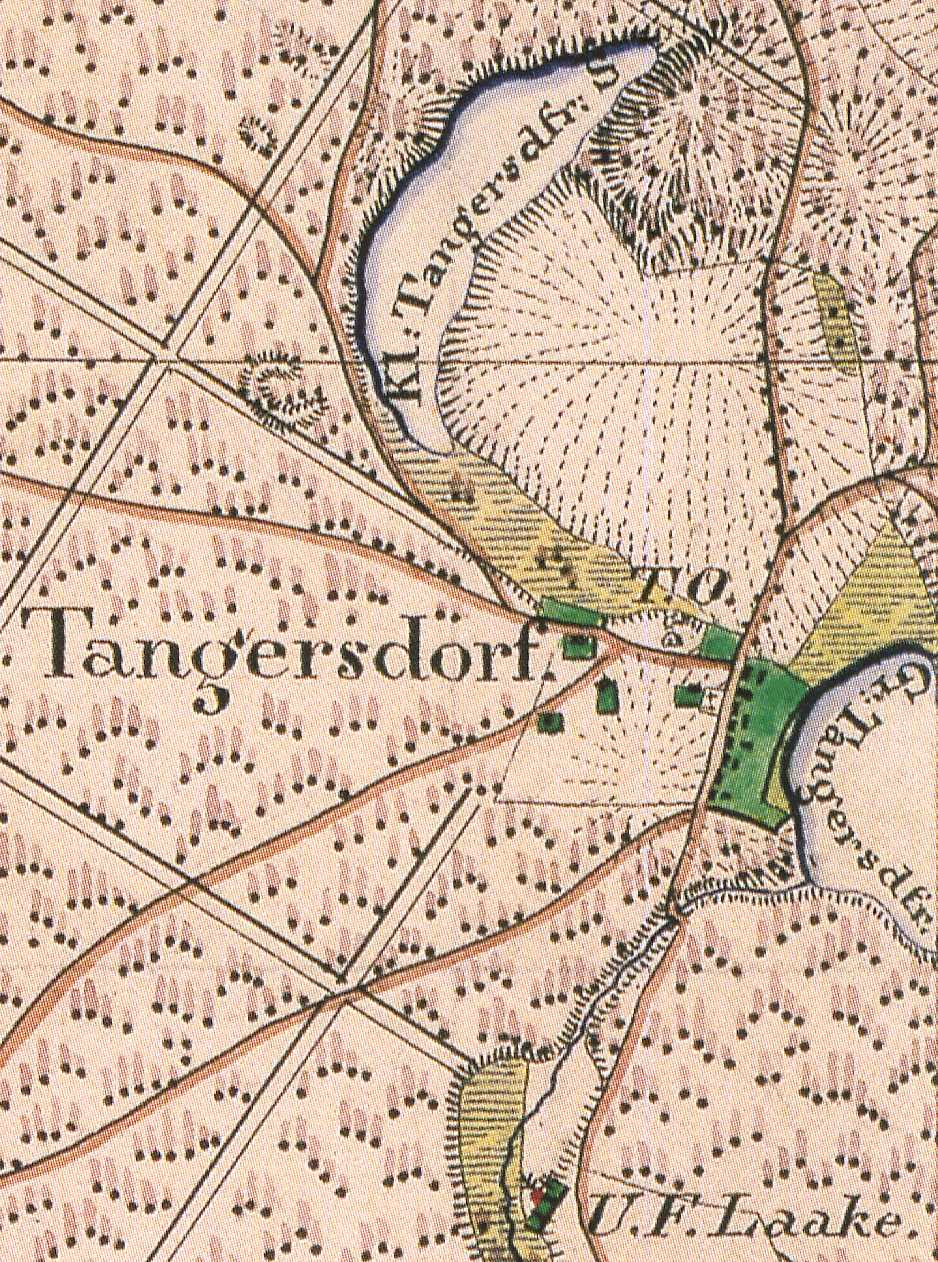
Tangersdorf auf einem Messtischblatt der Preußischen Uraufnahme von 1825 (T.O.: Teerofen, U.F. Laake: Forsthaus)

Tangersdorf ist ein bewohnter Gemeindeteil der Stadt Lychen. Der Ort liegt im Waldgebiet Himmelpforter Heide am Rand einer Schmelzwasserrinne. Im Mittelalter befand sich in der Nähe ein Dorf gleichen Namens, das wüst fiel.

## Geschichte

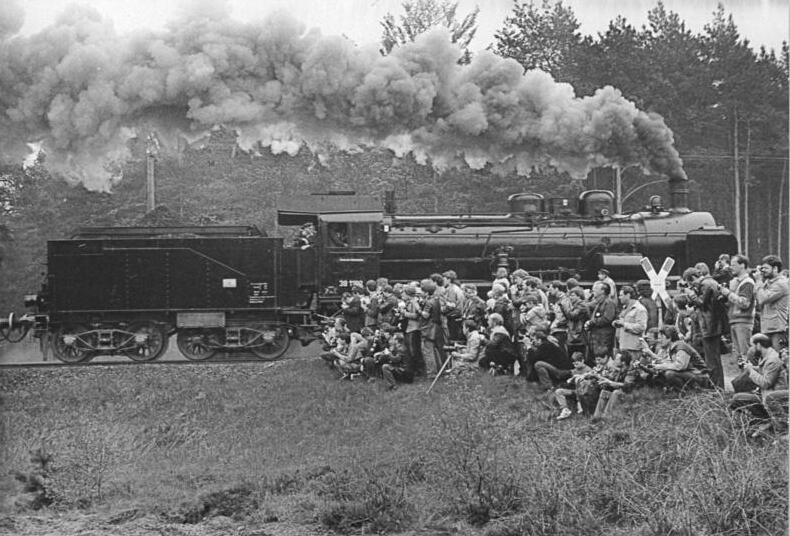
Eine P-8-Dampflokomotive in Tangersdorf (1986)

Das mittelalterliche Tangersdorf entstand wahrscheinlich im Hochmittelalter und wurde 1307 erstmals schriftlich als „Tangerstorp“ erwähnt, als es aus dem Besitz der Familie von Redern an das Kloster Himmelpfort kam. Die Bezeichnung geht auf den deutschen Personennamen Thankger zurück. Nach 1342 fiel das Dorf wüst und die Feldmark verwaldete. Die genaue Lage der mittelalterlichen Dorfstelle ist unsicher. Der Überlieferung nach befand sie sich an der Stelle des späteren Forsthauses (Lage) südlich des heutigen Ortes.
Anfang des 18. Jahrhunderts wurde zwischen dem Haussee (auch Großer Tangersdorfer See) und dem Tangersdorfer See (auch Kleiner Tangersdorfer See) ein Teerofen errichtet. 1730 legte das zuständige kurfürstlich-brandenburgische Amt Badingen dort ein Vorwerk an, das zwischen 1748 und 1750 wieder aufgegeben wurde. Anschließend wurde das Land an Kolonisten verteilt, die ein Straßendorf errichteten. Um 1800 hatte Tangersdorf 61 Einwohner. Vor 1825 entstand darüber hinaus das Forsthaus südlich des Ortes als Teil des Gutsbezirks Forst Himmelpfort. Der Teerofen wurde 1840 aufgegeben.
1901 erhielt Tangersdorf einen Haltepunkt an der Bahnstrecke Britz–Fürstenberg. Das Forsthaus wurde 1929 in die Gemeinde Tangersdorf eingegliedert. Tangersdorf wiederum wurde zum 1. Januar 1957 in die Stadt Lychen eingemeindet und bildete noch 1971 einen offiziellen Ortsteil. In der Zeit des Kalten Krieges befand sich südlich des Ortes der Truppenübungsplatz Tangersdorf der Gruppe der Sowjetischen Streitkräfte in Deutschland. 1995 wurde der Haltepunkt an der Bahnstrecke geschlossen. Der ehemalige Truppenübungsplatz gehört zum Naturschutzgebiet Kleine Schorfheide.

## Bevölkerungsentwicklung
Die folgende Tabelle zeigt die Bevölkerungsentwicklung der Gemeinde Tangersdorf zwischen 1875 und 1950 im Gebietsstand des jeweiligen Jahres:
| Jahr | Stichtag | Bevölkerung |
| ---- | -------- | ----------- |
| 1875 | 01.12.   | 163         |
| 1890 | 01.12.   | 121         |
| 1910 | 01.12.   | 104         |
| 1925 | 16.06.   | 104         |
| 1933 | 16.06.   | 114         |
| 1939 | 17.05.   | 89          |
| 1946 | 29.10.   | 165         |
| 1950 | 31.08.   | 155         |